# Водевіль
Водеві́ль (фр. vaudeville) — різновид легкої комедії з куплетами, які виконуються під музику. Водевіль був жанром естрадного концерту, поширеного в Сполучених Штатах і Канаді від початку 1880-х до початку 1930-х. Розвиваючись завдяки концертним барам, мистецтву менестрелів, дешевим музеям, і літературним пародіям, водевіль став одним з найпопулярніших видів розваг в Північній Америці. Видовище кожного вечора було складене з серій окремо висвітлених тем, непов'язаних актів. Види актів, які виконувалися, вимагали залучення різних артистів: музикантів (як класичних, так і популярних), танцівників, комедіантів, дресованих тварин, магів, майстрів, акробатів, одноактні ігри, атлетів, що читають лекції знаменитостей, менестрелів, і короткометражних фільмів.

## Історія жанру
Походить від французького слова vaudeville, яке утворилось від назви долини річки Вір (vau de Vire) у Нормандії, де в XV ст. були розповсюджені народні пісеньки — водевіри. У другій половині XVIII ст. водевіль став у Франції жанром професійного театру. В Росії він з'явився на початку XIX ст. Велике місце в російському водевілі отримала музика — не тільки куплетні пісеньки, але й арії романсового типу, дуети іноді хори, а також увертюра. Багато водевілей того часу отримали назву опер-водевілів.
Типовими зразками таких водевілів були «Козак-стихотворец» і «Ломоносов» О. О. Шаховського. «Козак-стихотворец», героєм якого є автор пісні «Їхав козак за Дунай», харківський козак Семен Климовський особливо примітний тим, що першим вийшов на сцену під назвою водевіль.
Проте, зазвичай водевілі перекладалися з французької, мови. «Переробка на російську вдачу» французьких водевілів обмежувалася переважно заміною французьких імен російськими. У другій половині XIX ст. водевіль витісняється зі сцени з одного боку реалістичною комедією, а з іншого оперетою, проте зберігає популярність і гостросатиричне звучання у творчості окремих письменників, насамперед А. Чехова («Про шкідливість тютюну», «Ведмідь», «Пропозиція», «Весілля», «Ювілей»). Блискучими пародіями на російські водевілі середини XIX століття є п'єси-жарти Козьми Пруткова «Фантазія», «Блонди», «Необачний Турка, або Чи приємно бути внуком» тощо.

## Водевіль в Україні
В Україні водевіль має і свої національні джерела, передовсім — інтермедії. Відомі автори водевілів — Іван Котляревський («Москаль-чарівник»), Василь Гоголь-Яновський («Простак, або Хитрощі жінки, перехитрені солдатом»), Леонід Глібов («До мирового»), Марко Кропивницький («По ревізії», «Зальоти соцького Мусія», «За сиротою і бог з калитою»), Степан Васильченко («На перші гулі»), Олександр Олесь («По Мюллеру», «Патріоти», «Морока») та інші.
У водевілі широко використовуються фольклорні мотиви, побутові колізії («По-модному» Михайла Старицького, «На сіножаті» Любові Яновської). Подеколи водевіль трактується як чисто розважальний жанр («Кум-мірошник, або Сатана в бочці» Дмитра Дмитренка, «Бувальщина» Антона Велісовського).